# Trần Văn Hương
Trần Văn Hương (Hán Nôm: 陈文香; * 1902 bei Phan Rang (ca. 60 km südlich von Nha Trang); † 1982) war ein südvietnamesischer Politiker.

## Biographie
Trần Văn Hương war je zweimal Bürgermeister von Saigon und Premierminister der Republik Vietnam (November 1964-Januar 1965 und Mai–August 1969).
Unter Präsident Nguyễn Văn Thiệu war er Vizepräsident.
Am 21. April 1975 trat Präsident Nguyễn Văn Thiệu zurück und übergab die Macht an Vizepräsident Trần Văn Hương. Präsident Trần Văn Hương schickte Nguyễn Văn Thiệu nach Taiwan und bemühte sich erfolglos um Friedensverhandlungen mit Nordvietnam.
Nach einer Woche im Amt übergab Trần Văn Hương am 28. April 1975 die Macht an General Dương Văn Minh.